# Ковалівка (Сватівський район)
Ковалі́вка — село в Україні, у Коломийчиській сільській громаді Сватівського району Луганської області. Населення становить 434 осіб. Колишній орган місцевого самоврядування — Ковалівська сільська рада.
Село постраждало внаслідок геноциду українського народу, вчиненого урядом СРСР у 1932—1933 роках, кількість встановлених жертв — не менше 2 людей.

## Новітня історія
Захоплено ЛНР 5 березня 2022 року. Звільнено 31 грудня 2022 року.

## Населення

### Мова
Розподіл населення за рідною мовою за даними перепису 2001 року:
| Мова            | Кількість | Відсоток |
| --------------- | --------- | -------- |
| українська      | 416       | 95.85%   |
| російська       | 8         | 1.85%    |
| білоруська      | 1         | 0.23%    |
| інші/не вказали | 9         | 2.07%    |
| Усього          | 434       | 100%     |

## Також
- Перелік населених пунктів, що постраждали від Голодомору 1932-1933, Луганська область